# NGC 3007
NGC 3007 je galaksija u zviježđu Sekstantu.

## Vanjske poveznice
- SEDS: NGC 3007